# District de Tân Hồng
Tân Hồng est un district de la province de Đồng Tháp dans le delta du Mékong au sud du Viêt Nam. 

## Géographie
La superficie du district est de 291 km2. 
Le chef lieu du district est Sa Rài.